# Dancing on the Edge Festival
Dancing on the Edge (DOTE) is de naam van een kleine, non-profitorganisatie gericht op artistieke uitwisseling met het Midden-Oosten en Noord-Afrika.  Ondertitel van DOTE is: urgent artistic dialogues with the Middle East.
Het Dancing on the Edge Festival is een tweejaarlijks theaterfestival in Nederland opgezet in 2007. Het neemt plaats in november en trekt langs vier grote steden (Amsterdam, Utrecht, Den Haag en Rotterdam) gedurende tien dagen. Er is een focus op podiumkunsten, film en multimedia-installaties. Tevens organiseert DOTE door het jaar heen residencies, coproducties, cultuureducatie-participatieprojecten en andere programmering.  Voor het festival in 2015, waren er ongeveer 10,000 kaarten verkocht.